# Halina Aszkiełowicz
  Halina Aszkiełowicz    (Słupsk, 4 de febrer de 1947 - Breslau, 22 de juny de 2018) (Wojno) va ser una jugadora de voleibol polonesa que va competir durant la dècada de 1960 i 1970.
El 1968 va prendre part en els Jocs Olímpics de Ciutat de Mèxic, on guanyà la medalla de bronze en la competició de voleibol.
En el seu palmarès també destaquen una medalla de plata al Campionat d'Europa de 1967 i una de bronze el 1971.
Entre 1965 i 1973 jugà 177 partits amb la seva selecció. A nivell de clubs jugà al Czarnych Słupsk, WKS Słupia, Polonia Świdnica i Odra Wrocław.